# Raku contemporain
 (avril 2024).
 (avril 2024).
Si vous disposez d'ouvrages ou d'articles de référence ou si vous connaissez des sites web de qualité traitant du thème abordé ici, merci de compléter l'article en donnant les références utiles à sa vérifiabilité et en les liant à la section « Notes et références ».
Le raku contemporain est une adaptation des méthodes traditionnelles du raku à l'art contemporain des arts du feu et de la céramique.

## Historique
C'est dans le Japon du XVIe siècle que naît la technique du raku, fruit de la collaboration entre un maître du thé et un potier qui fondera sa dynastie. À cette époque, le raku est intimement lié à la philosophie zen. Cet échange produit une céramique simple et naturelle, dénuée de toute sophistication superflue et en harmonie avec l'esprit du thé.
Cinq cents ans plus tard, les artisans céramistes  perpétuent la technique traditionnelle. Spontanée par essence  et simple dans sa mise en œuvre, la réalisation d’un raku n’en requiert pas moins une rigoureuse technicité.
Le raku est une succession de stress appliqués à une pièce unique, dégourdie à 980 °C : un émaillage, une rapide montée en température dans un four rudimentaire, un choc thermique qui provoque le tressaillage de l'émail, un enfumage, la rencontre avec l'eau. Autant d'événements impossibles à reproduire à l'identique pour deux poteries, tant les paramètres d'une même action sont variables.
Cependant, le respect de procédés avérés, l'observation attentive des phénomènes successifs et une certaine concentration dans l'action aident à pondérer les hasards, en vue d'aboutir à un travail déterminé.

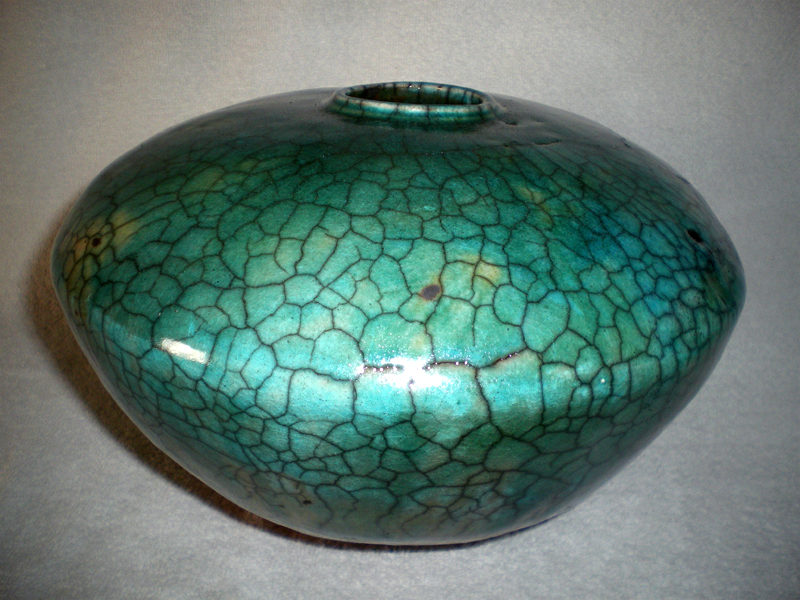
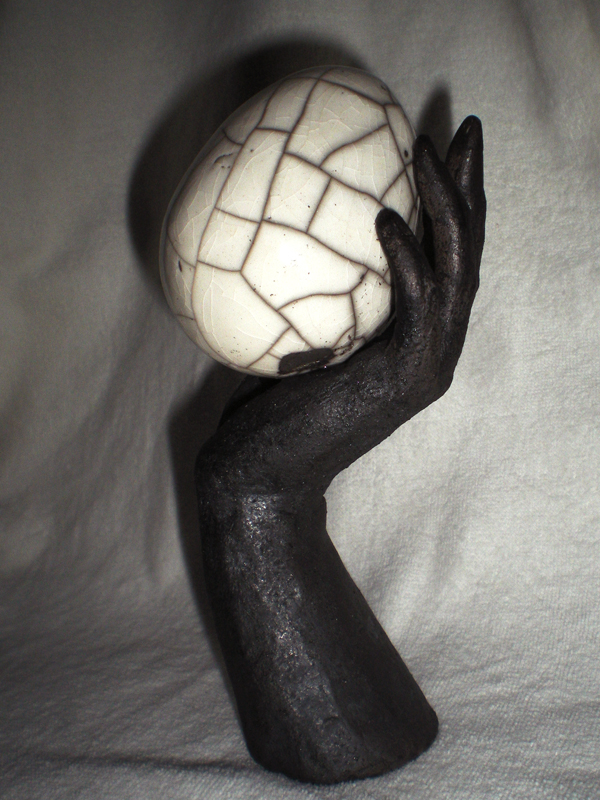

## Matériel et matières premières

### Le four raku
Sa réalisation a été maintes fois décrite dans les ouvrages dédiés : un bidon isolé de fibre ou un empilement de briques réfractaires, une sole, un brûleur relié à une bouteille de propane. La simplicité de l’agencement excluant tout système de régulation, la gestion de la cuisson incombe en totalité à l’artisan.

### Le tesson
Réalisé avec soin, le tesson est dégourdi comme à toutes les basses températures, une dizaine de degrés avant la fusion de l'émail.
La pièce de poterie n'est surtout pas issue d'une argile de faïence (fusible à basse température, fermée et ne pouvant accepter les chocs thermiques ou l'enfumage), mais d'une argile de grès, voire d'une porcelaine (fusibles à haute température). En fin de cuisson, elle est destinée à subir un choc thermique sans fendre ni casser. Une chamotte plus ou moins fine est donc mélangée à l'argile, soit par le fournisseur, soit par le potier : cet ajout de particules de terre déjà cuite aère l'argile et la rend considérablement plus résistante.
La couleur de la terre importe dans la mesure où elle transparaît sous l'émail :
- des blancs, verts, bleus ou turquoise seront plus purs sur une terre blanche ;
- un émail blanc sera affecté par un support ocre ou rouge ;
- les nuances des émaux riches en oxyde de fer seront parfois enrichies sur un tesson qui en contient aussi.

Une expérimentation méthodique consiste à un échantillonnage de chaque émail sur des terres de couleurs différentes.

### L'émail et les colorations
Contrairement à l'émail de grès qui requiert au moins 1 260 °C, les glaçures appliquées à la technique du raku sont fusibles à basse température, dès 700 °C pour les glacures au borax.
La base de l'émail consiste en une fritte, poudre disponible dans le commerce et que l'utilisateur dilue dans l'eau. Les matières premières s'y trouvent déjà mélangées, précuites et broyées, ce qui en diminue la toxicité pour la personne qui les manipule et mène la cuisson.
Selon leur analyse chimique, les frittes peuvent être plombeuses, calco-alcalines, boro-alcalines, boro-calciques etc.
Appliquées telles quelles sur le tesson, elles produisent un émail transparent.
Ce sont les oxydes métalliques  (cuivre, fer, ...) qui, ajoutés en proportions déterminées, rendent les couleurs souhaitées par le céramiste.
Éventuellement, un faible pourcentage de nitrate d'argent donnera un émail métallescent. La réduction du cuivre par le carbone donne des métallisations à l'enfumage et des rouges lors de la cuisson dans un four réducteur.
Émaux obtenus par Lisa Brizzolara sur tesson blanc :

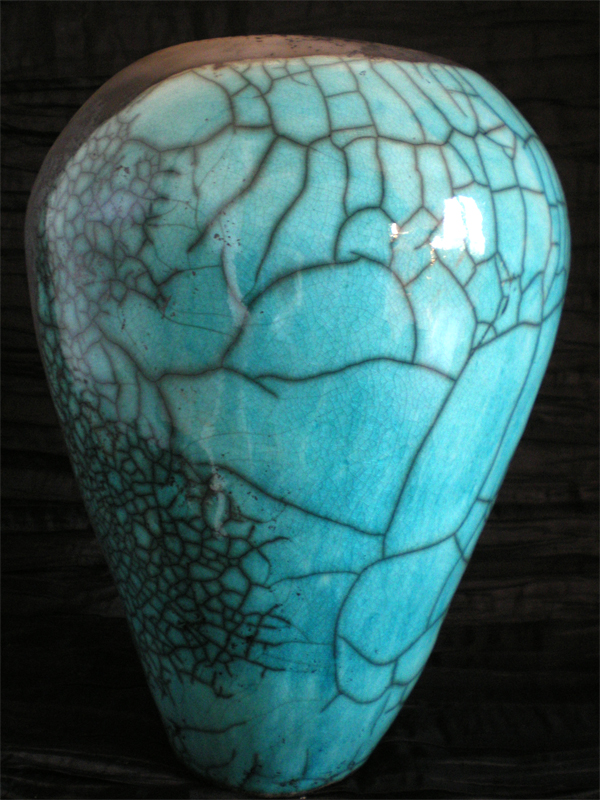
Bleu vif
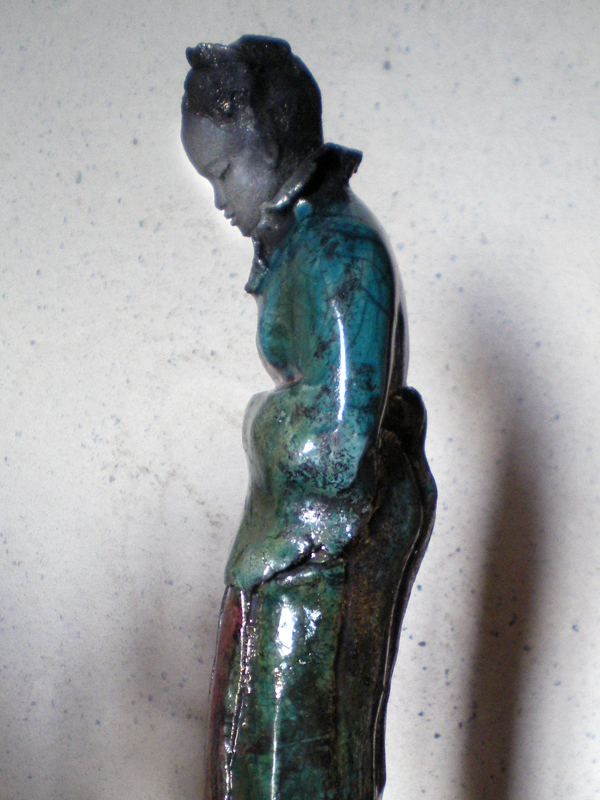
Vert en oxydation, rouge en réduction
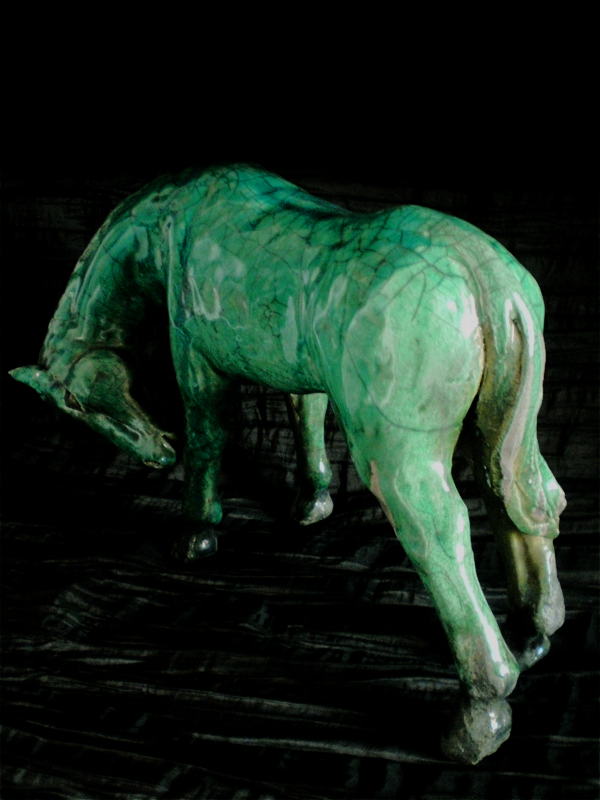
Vert vif en oxydation, bordeaux en réduction
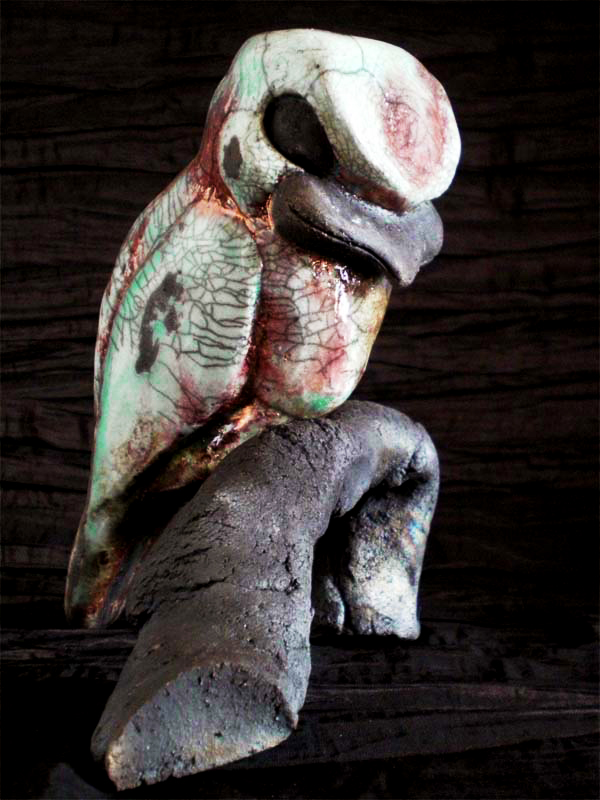
Bleu pâle en oxydation, rose en réduction

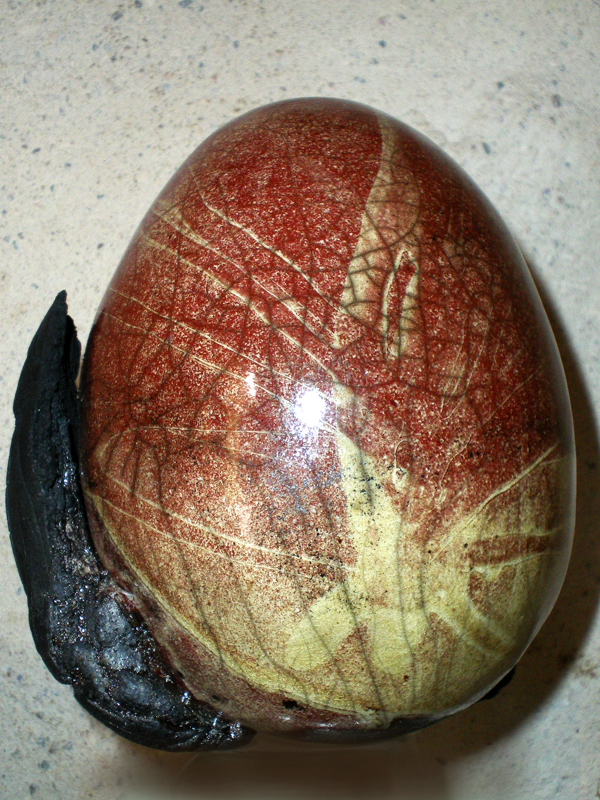
Beige à ocre rouge
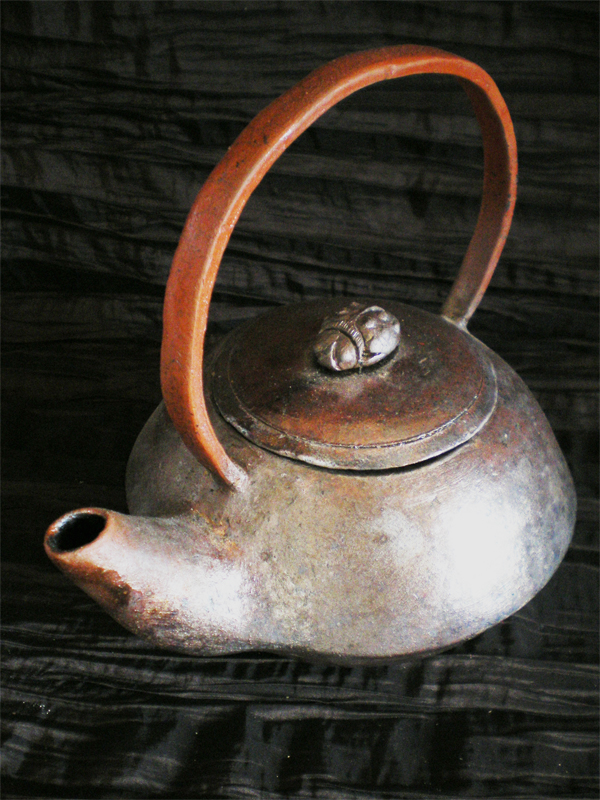
Brun
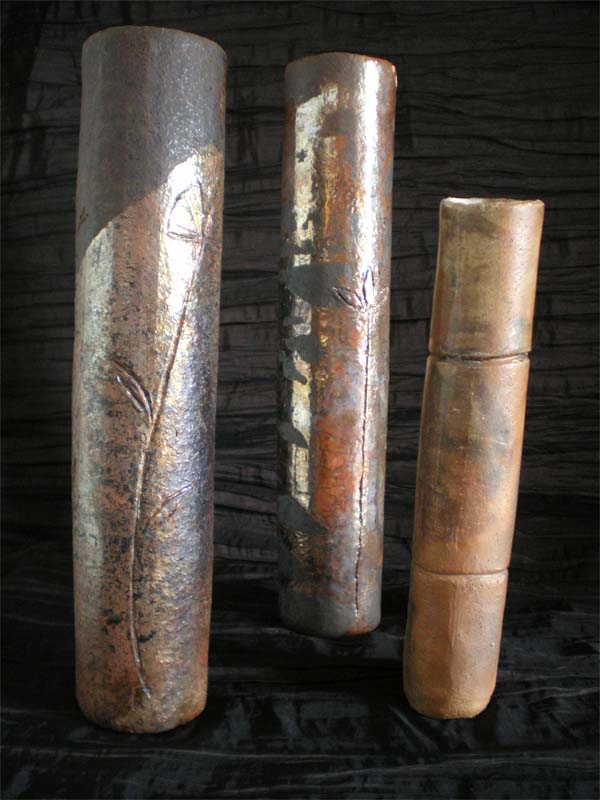
Métallescences
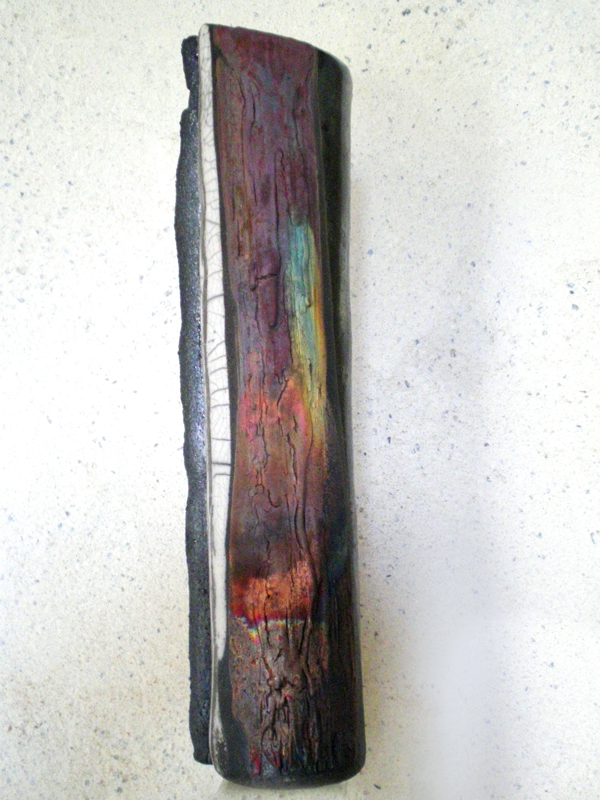
Saturation de cuivre

Dans l'ordre des photos ci-dessus, les recettes correspondantes sont les suivantes, en grammes, et pour une fritte de nature calco-alcaline, à l'exception de la septième ligne qui est une fritte plombeuse. Les métaux s'entendent en oxydes métalliques.
| photo | fritte | kaolin | baryum | cuivre | manganèse | fer | étain | nitrate d'argent |
| ----- | ------ | ------ | ------ | ------ | --------- | --- | ----- | ---------------- |
| 1     | 80     | -      | 15     | 5      | -         | -   | -     | -                |
| 2     | 97     | -      | -      | 3      | -         | -   | -     | -                |
| 3     | 90     | -      | -      | 5      | -         | 5   | -     | -                |
| 4     | 85     | -      | 9      | 1      | -         | -   | 5     | -                |
| 5     | 97     | -      | -      | -      | -         | 3   | -     | -                |
| 6     | 90     | 6      | -      | -      | 4         | -   | -     | -                |
| 7     | 72     | 5      | -      | 20     | -         | -   | -     | 3                |
| 8     | 10     | -      | -      | 90     | -         | -   | -     | -                |

## Émaillage
La fritte et les oxydes métalliques doivent être tamisés avant l'ajout d'eau pour éviter la formation de grumeaux. On peut également y ajouter un défloculant.
La consistance est celle d'un sirop plus ou moins épais, plus fluide pour les compositions contenant du nitrate d'argent. La densité de l’émail est déterminante pour le tressaillage.
De nombreux procédés s'appliquent à l'étape de l'émaillage, selon la taille de la poterie par rapport au récipient : l'immersion rapide, le coulage de l'émail sur la pièce ou la projection avec l'aide d'un compresseur. L'émaillage au pinceau n'est pas encouragé. C'est pourquoi il est important de disposer d'une quantité d'émail suffisante pour travailler aisément et sans repentir : mieux vaut laisser une zone non émaillée que d'y revenir. 
Le geste doit être suffisamment sûr pour éviter qu'aucune zone d'émail n'ait le temps de sécher avant recouvrement total. Toute coulure ou sur-épaisseur se révèle à la cuisson.
La caractéristique d'une pièce de raku vient aussi des zones d'enfumages, vierges de tout émail. Par commodité, on peut les réserver à la cire, au risque de perdre en spontanéité. Les zones de réserve initient des départs de craquelures.
Aucun émail ne dissimule jamais un défaut sur une poterie.
Si un geste est mauvais, mieux vaut ôter complètement l'émail par un grattage à sec et recommencer.

## Cuisson
La cuisson commence à faible pression qu’on augmente progressivement pour finir vers 0.8 bar (1 bar au maximum). La montée doit être suffisamment progressive pour que l’émail évacue lentement ses gaz, sans buller, et qu'il nappe uniformément la pièce.
920 °C est la température moyenne des blancs. La présence d’oxyde de cuivre requiert 20 à 40 °C de plus.  Les métallescences et saturations de cuivre doivent atteindre 1 000 °C.
Certains potiers travaillent à l’œil. D'autres recourent à des montres ou des cannes pyrométriques. Mais ces accessoires indiquent la température de l'endroit où ils sont placés dans le four. Or, elle n'est pas homogène et une différence de quelques degrés influe sur l'émail.
C'est pourquoi l'expérience et la connaissance du matériel sont indispensables à la maîtrise de cette étape. Tous les fours doivent permettre d’insinuer le regard pour une étroite surveillance.
Le rapport gaz/oxygène détermine une cuisson réductrice ou oxydante, mais aussi régule la montée en température : l’atmosphère du four dépend donc du ratio entre son volume et la pression du gaz.
Les conditions atmosphériques extérieures jouent sur le tressaillage de l'émail et favorisent tel ou tel type de craquelures ou la formation de pin holes (petits points noirs). La météorologie du jour est un des paramètres à considérer : pression et hygrométrie ont beaucoup d'influence, ainsi que la température extérieure.
Le type de construction de la pièce, et par conséquent l'agencement des plaquettes d'argile qui la constituent, orientent les craquelures : un pot monté aux colombins, ou plus encore tourné, présente souvent des craquelures circulaires.
Les observations consignées par Lisa Brizzolara sont associées aux quatre modelages suivants, pour un même émail (95 % fritte calco-alcaline + 5 % kaolin), de même densité (non communiquée), appliqué sur tesson blanc.

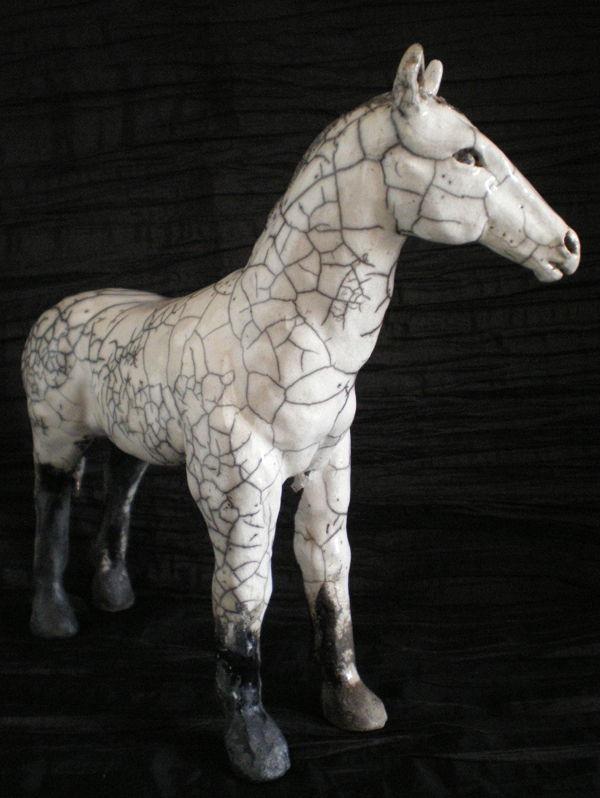
temps froid et sec (hiver)
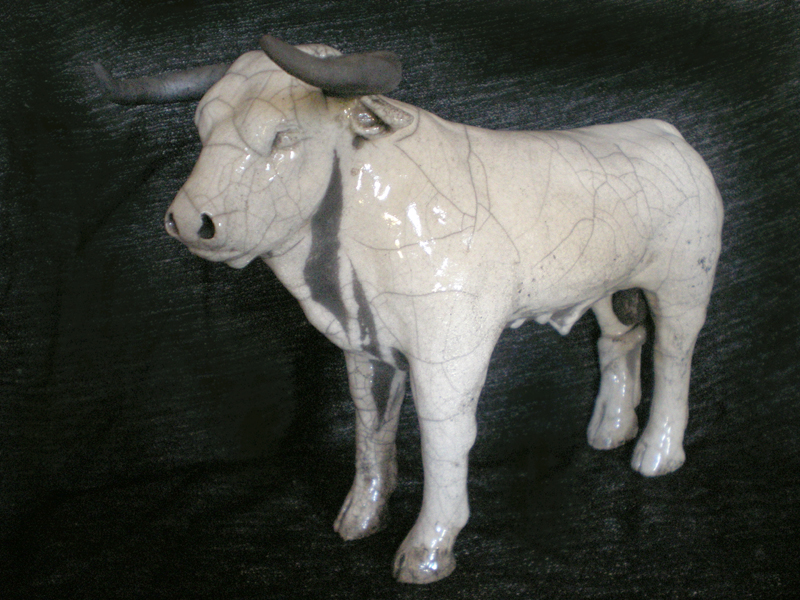
temps variable
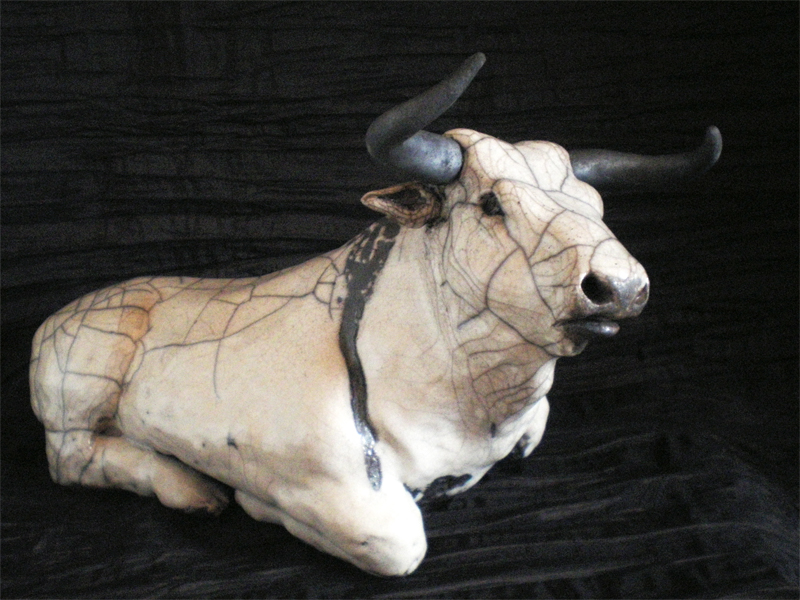
temps chaud et sec (été)
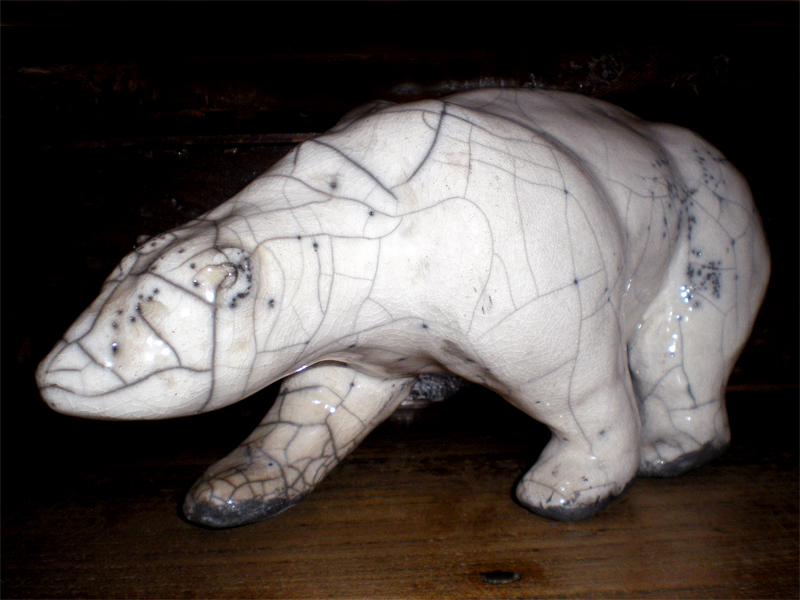
temps pluvieux

Lorsque l'émail de la pièce brille, qu'il reflète les flammes, que le four est rougeoyant, le céramiste ferme le manomètre et attend une minute le durcissement de l’émail.

## Enfumage
Le four est alors ouvert. C’est à cet instant que se produit le choc thermique qui fait tressailler l’émail et initie les craquelures.
La pièce est saisie à la pince pour être placée dans un récipient métallique proportionné à sa taille et rempli de copeaux de bois ou autres fibres végétales, voire de papier journal.
Il est fréquent, surtout en hiver, que le froid de la pince elle-même produise des effets au point de contact de l'émail, appelées « araignées », signe de qualité d'une céramique, au Japon.

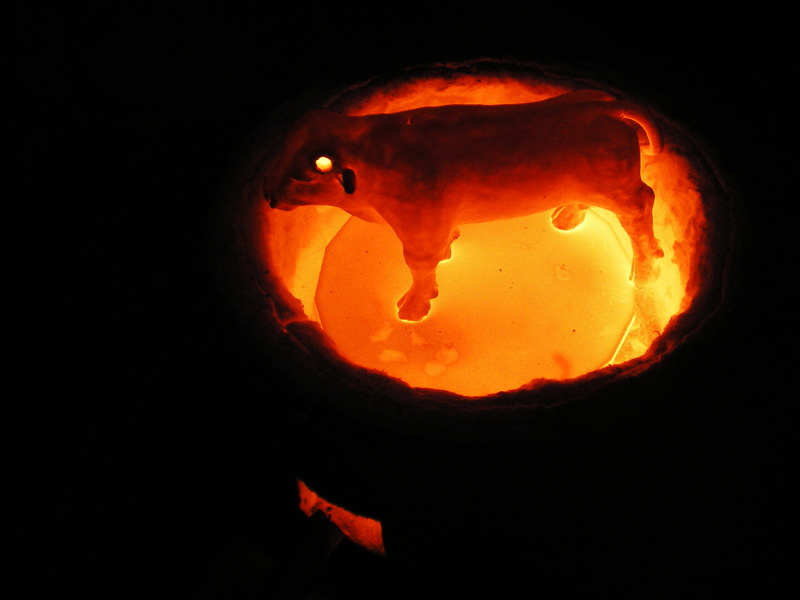
Ouverture du four
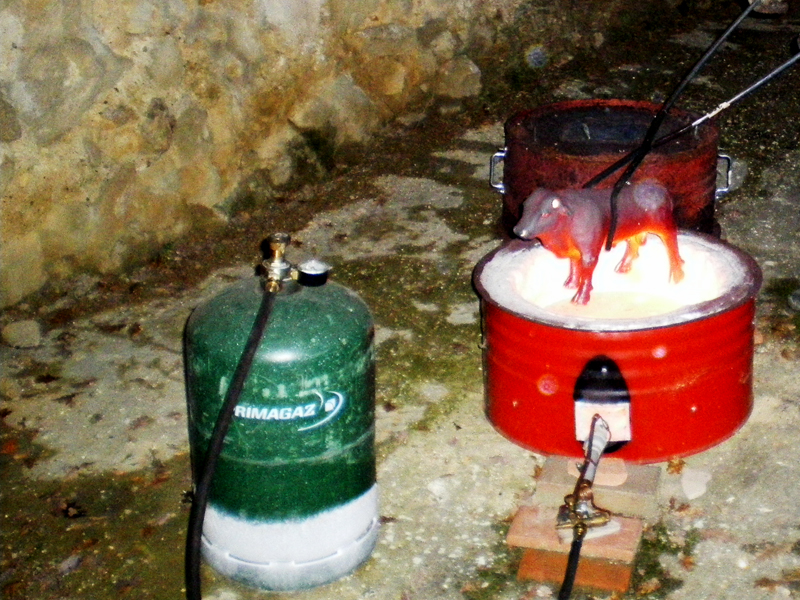
Défournement
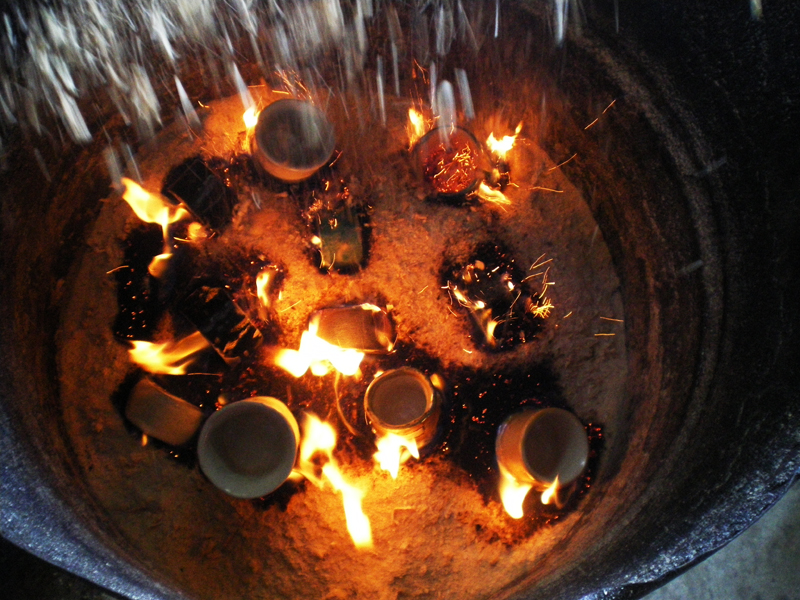
Enfumage
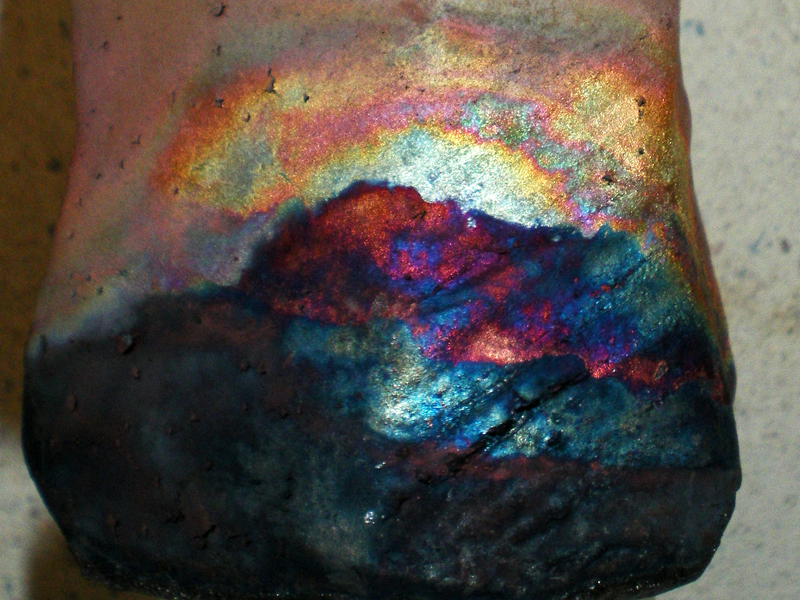
Résultat d'un enfumage en forte réduction

Le matériau s'enflamme et le récipient refermé ou recouvert. La combustion se poursuit alors à l'étouffée, dégageant une épaisse fumée. Le gaz carbonique s'insinue dans les craquelures du tesson et toutes les parties non émaillées, en les noircissant plus ou moins intensément.
Le céramiste gère le caractère oxydant ou réducteur de son enfumage :
- un enfumage rapidement effectué en sortie de four et privatif d'oxygène produit des effets métallisés et des tons rouges. Toutefois, ces effets peuvent ne pas être pérennes et s'estomper au fil des années au contact de l'oxygène de l'air. Il en est de même pour les reflets irisés des saturations de cuivre.
- le même émail, plus longtemps oxygéné en fin de cuisson avec un enfumage oxygénant, sera vert ou bleu, et stable.

## Immersion
Lorsque la température est redescendue aux alentours de 450 °C, aucune réaction chimique ne se produit plus et l'enfumage est terminé. Afin d'en fixer les effets de couleurs et d'éviter la formation d'un réseau de craquelures dit secondaire, la pièce est plongée dans l'eau : elle subit encore un choc thermique.
Cette opération ne s'applique pas à la saturation de cuivre.
Si la forme, la taille ou la fragilité de l'objet l'imposent, un simple arrosage est possible.
Après refroidissement, la céramique doit être lavée d'éventuelles traces de goudron dues à l'enfumage.